# Сергалиев, Кабекес
Кабекес Сергалиев (каз. Қабекес Серғалиев; 1917 год — дата и место смерти не известны) — старший скотник совхоза «Анкатинский» Чапаевского района Уральской области, Казахская ССР. Герой Социалистического Труда (1966).
С 1933 по 1935 года работал в колхозе «Жана-Талап» Чапаевского района. С 1936 года — рабочий в совхозе «Анкатинский» Чапаевского района. Участвовал в Великой Отечественной войне. После демобилизации возвратился в Казахстан, где продолжил работать в совхозе «Анкатинский». В 1955 году был назначен старшим скотником.
В 1966 году удостоен звания Героя Социалистического Труда за высокие трудовые показатели в животноводстве.
Награды
- Герой Социалистического Труда — указом Президиума Верховного Совета СССР 22 марта 1966 года
- Орден Ленина